# Hungaroring
L'Hungaroring è un circuito automobilistico costruito a Mogyoród per ospitare il Gran Premio d'Ungheria di Formula 1 a partire dal 1986. Per l'epoca rappresentò una conquista politica e simbolica molto importante poiché, con la guerra fredda ancora in essere, consentiva alla Formula 1 di entrare per la prima volta nel blocco orientale.
Sulla scia della massima serie automobilistica, anche varie competizioni motociclistiche iridate hanno gareggiato su questo circuito: tra esse la Formula TT (antesignana della Superbike), che vi corse nel 1987, e il Campionato mondiale Superbike, che vi ha corso tre volte dal 1988 (anno di debutto della serie) al 1990, mentre il Motomondiale vi ha fatto tappa solo nel 1990 e nel 1992.

## Il tracciato

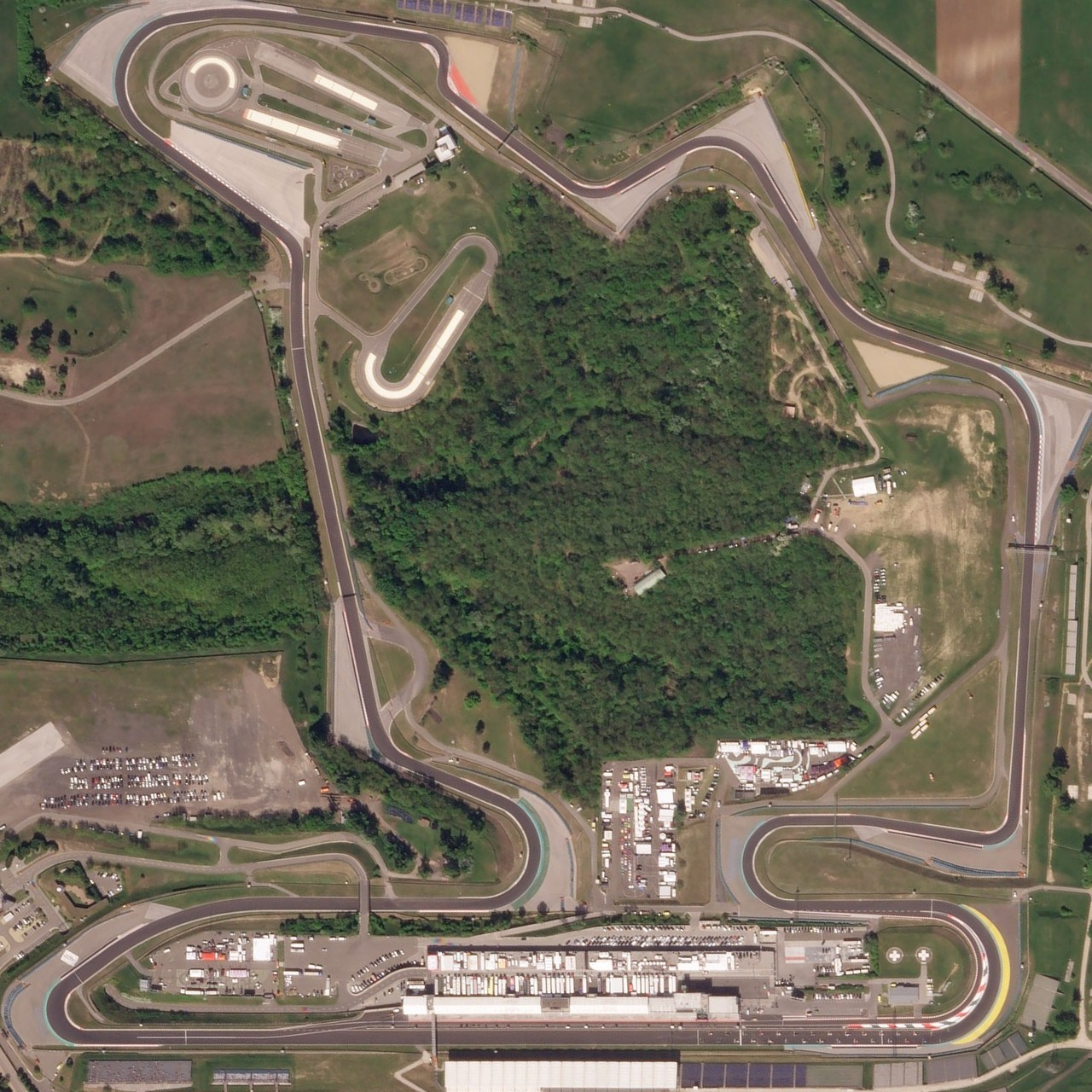
Vista satellitare del tracciato

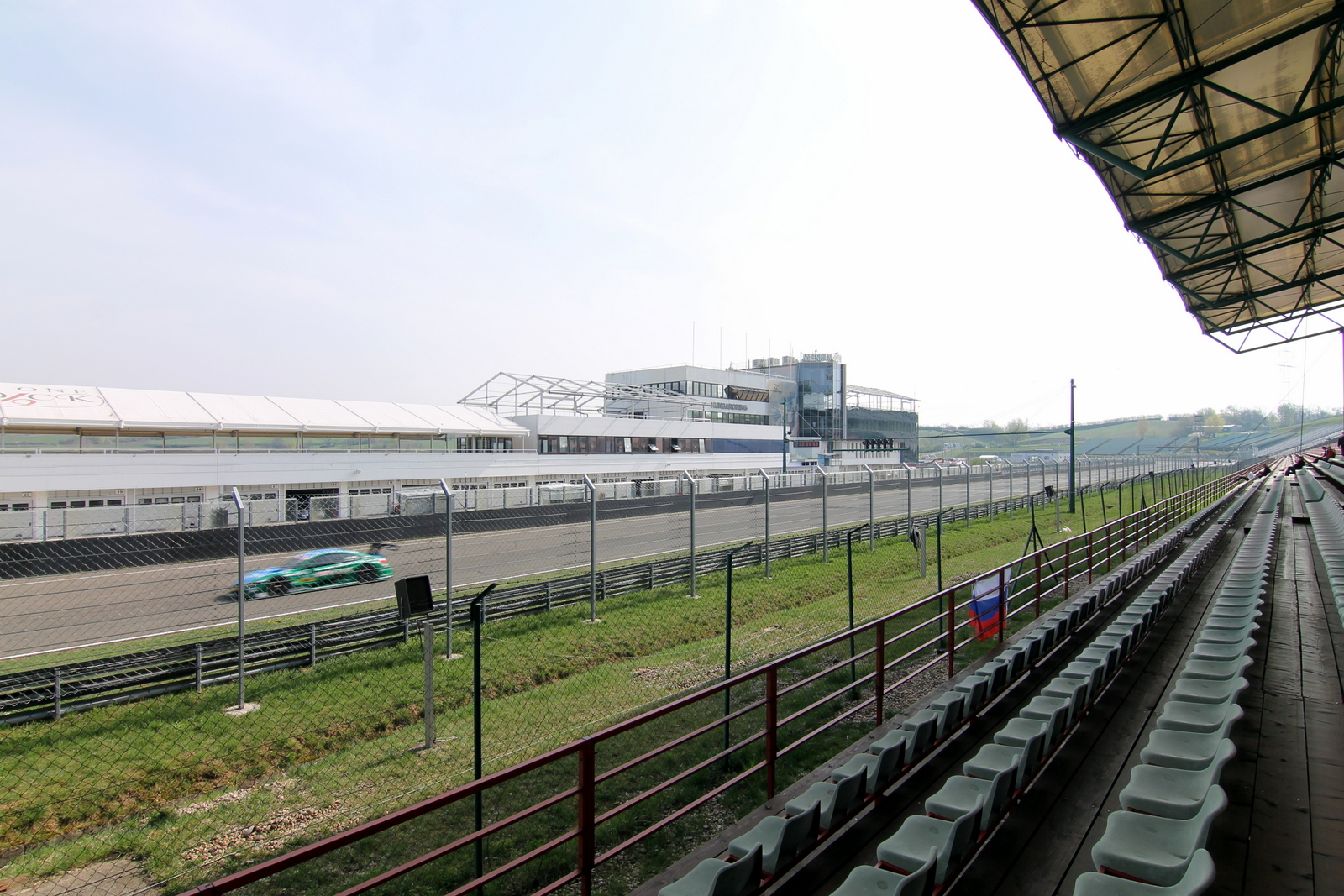
Vista sul rettilineo principale dalle tribune

L'autodromo si trova su un terreno polveroso, ed è usato molto raramente al di fuori dell'annuale gara di Formula 1 che si svolge tradizionalmente ad agosto. Per questo motivo le vetture trovano quasi sempre un tracciato molto "sporco" e difficile da utilizzare al di fuori delle traiettorie prestabilite. Una vettura che esca da queste traiettorie porta solitamente in pista ulteriore sporco.
Per questi motivi, e per il disegno tortuoso, l'Hungaroring è un circuito dove i sorpassi sono molto difficili. La collocazione del gran premio in piena estate favorisce l'affluenza di pubblico ma non lo spettacolo, essendoci quasi sempre un caldo torrido. Uniche eccezioni, dal 1986 ad oggi, le edizioni 2006, 2011, 2014, 2020 e 2021 caratterizzate da tempo incerto, con pioggia a tratti e condizioni di pista variabili. In origine il tracciato aveva una conformazione ancora più tortuosa dell'attuale: la vecchia curva 3 non immetteva direttamente sul breve rettilineo che ora porta alla piega 4, ma era quasi un tornante raccordato con un'ulteriore chicane lenta. Nel 1989 questa chicane venne eliminata, allungando il suddetto tratto rettilineo, raccordandolo con la curva 4 e riducendo la lunghezza del tracciato.
A partire dall'edizione 2003 sono state apportate al circuito alcune modifiche in particolare un allungamento del rettilineo principale con profilo più stretto della prima curva, ed una modifica della terzultima curva (l'attuale curva 12) che ha determinato l'avanzamento del punto di frenata. Queste novità sono state studiate con lo scopo di creare situazioni favorevoli ai sorpassi.
Il record ufficiale della pista appartiene a Lewis Hamilton, che durante l'edizione 2020 del Gran Premio ha stabilito un tempo di 1'16"627; di Hamilton è anche il record assoluto di 1'13"447 registrato durante le qualifiche della stessa edizione.

## Mappe del circuito

La configurazione di 4.014 metri utilizzata dal 1986 al 1988
La configurazione di 3.975 metri utilizzata dal 1989 al 2002
La configurazione di 4.381 metri utilizzata dal 2003

## Albo d'oro della Formula 1
| Anno | Pilota             | Scuderia |
| ---- | ------------------ | -------- |
| 1986 | Nelson Piquet      | Williams |
| 1987 | Nelson Piquet      | Williams |
| 1988 | Ayrton Senna       | McLaren  |
| 1989 | Nigel Mansell      | Ferrari  |
| 1990 | Thierry Boutsen    | Williams |
| 1991 | Ayrton Senna       | McLaren  |
| 1992 | Ayrton Senna       | McLaren  |
| 1993 | Damon Hill         | Williams |
| 1994 | Michael Schumacher | Benetton |
| 1995 | Damon Hill         | Williams |
| 1996 | Jacques Villeneuve | Williams |
| 1997 | Jacques Villeneuve | Williams |
| 1998 | Michael Schumacher | Ferrari  |
| 1999 | Mika Häkkinen      | McLaren  |
| 2000 | Mika Häkkinen      | McLaren  |
| 2001 | Michael Schumacher | Ferrari  |
| 2002 | Rubens Barrichello | Ferrari  |
| 2003 | Fernando Alonso    | Renault  |
| 2004 | Michael Schumacher | Ferrari  |
| 2005 | Kimi Räikkönen     | McLaren  |
| 2006 | Jenson Button      | Honda    |
| 2007 | Lewis Hamilton     | McLaren  |
| 2008 | Heikki Kovalainen  | McLaren  |
| 2009 | Lewis Hamilton     | McLaren  |
| 2010 | Mark Webber        | Red Bull |
| 2011 | Jenson Button      | McLaren  |
| 2012 | Lewis Hamilton     | McLaren  |
| 2013 | Lewis Hamilton     | Mercedes |
| 2014 | Daniel Ricciardo   | Red Bull |
| 2015 | Sebastian Vettel   | Ferrari  |
| 2016 | Lewis Hamilton     | Mercedes |
| 2017 | Sebastian Vettel   | Ferrari  |
| 2018 | Lewis Hamilton     | Mercedes |
| 2019 | Lewis Hamilton     | Mercedes |
| 2020 | Lewis Hamilton     | Mercedes |
| 2021 | Esteban Ocon       | Alpine   |
| 2022 | Max Verstappen     | Red Bull |
| 2023 | Max Verstappen     | Red Bull |
| 2024 | Oscar Piastri      | McLaren  |
| 2025 | Lando Norris       | McLaren  |

## Albo d'oro del Motomondiale
| Anno | 500cc          | 250cc         | 125cc               | Sidecar                       |
| ---- | -------------- | ------------- | ------------------- | ----------------------------- |
| 1990 | Michael Doohan | John Kocinski | Loris Capirossi     | Paul Güdel - Charly Güdel     |
| 1992 | Eddie Lawson   | Luca Cadalora | Alessandro Gramigni | Rolf Biland - Kurt Waltisperg |